# Теодор I Александријски
Теодор I Александријски је био александријски архиепископ у периоду од 607. до 609. године. У Православној цркви слави се као свештеномученик јер је пострадао због своје вере у Исуса Христа.
Убрзо након што је изабран за архиепископа у Александрији својим надахнутим беседама преобратио је велики број поклоника грчких богова у хришћанство. Због тога је ухапшен, мучен и на крају убијен одсецањем главе. Сахрањен је у Александрији. 
На месту александријског архиепископа наследио га је Јован V Милостиви. 
Православна црква прославља свештеномученика Теодора 3. децембра по јулијанском календару.